# Lomnice (Karlovy Vary)
Lomnice (in tedesco Lanz) è un comune della Repubblica Ceca facente parte del distretto di Sokolov, nella regione di Karlovy Vary.